# Литва на Європейських іграх 2015
Литва на перших Європейських іграх у Баку була представлена 72 атлетами.

## Медалісти
| Медаль | Спортсмен                            | Спорт                           | Дисципліна              |
| ------ | ------------------------------------ | ------------------------------- | ----------------------- |
| Золото | Генрікас Жустаутас                   | Веслування на байдарках і каное | C1 200 м (чоловіки)     |
| Золото | Андріус Шідлаускас                   | Плавання                        | 50 м брасом (чоловіки)  |
| Срібло | Андріус Шідлаускас                   | Плавання                        | 100 м брасом (чоловіки) |
| Бронза | Єва Думбраускайте Моніка Повілайтите | Волейбол                        | Жіночий турнір          |
| Бронза | Рута Аксіонова                       | Самбо                           | До 52 кг (жінки)        |
| Бронза | Радвілас Матукас                     | Самбо                           | До 90 кг (чоловіки)     |
| Бронза | Кестутіс Навіцкас                    | Бадмінтон                       | Одиночки (чоловіки)     |